# Johannes II van Liechtenstein
Johannes II Maria Frans Placidus (Lednice, Tsjechië, 5 oktober 1840 – Valtice, 11 februari 1929) was van 1858 tot 1929 vorst van Liechtenstein. Hij was de oudste zoon van vorst Alois II.
Hij ontving een zorgvuldige en meertalige opvoeding en studeerde later in Duitsland, Brussel en Parijs. Na de dood van zijn vader in 1858 nam hij de regering van Liechtenstein op zich, hoewel hij in Wenen bleef resideren. Hij schonk zijn land een parlement van 15 leden, schafte de belastingen af en liet de allereerste brug over de Rijn slaan, in welke rivier hij ook een dam liet aanleggen.
Liechtenstein was verplicht Oostenrijk militair te steunen wanneer dit laatste land in oorlog was. Aan de Pruisisch-Oostenrijkse Oorlog van 1866 namen dan ook 48 Liechtensteinse soldaten deel. Kort hierna schafte Johannes de dienstplicht echter af. Hij verbrak de banden met Oostenrijk steeds meer en beëindigde na de Eerste Wereldoorlog in verband met de ontwaarding van de Oostenrijkse valuta de tolunie met dat land ten gunste van Zwitserland. In 1921 schonk hij zijn volk een op parlementair-democratische principes berustende constitutie die pas in 2003 zou worden herzien.
Johannes was een kunstkenner en, omdat hij steenrijk was, een royaal mecenas. Hij schonk in zijn 71 jaar durende regeringsperiode naar schatting ongeveer 75 miljoen Zwitserse frank aan wetenschappelijke, sociale, kerkelijke en artistieke doelen. Hij breidde de Liechtensteinse schilderijencollectie door omvangrijke aankopen uit, steunde diverse musea en de Universiteit Wenen, liet verschillende kastelen restaureren en financierde bekende (kunst)historische publicaties. Ook de bijstand, het algemeen nut beogende instellingen alsmede diverse charitatieve instellingen werden door de vorst ruim bedeeld.
In januari 1864 verloofde hij zich met Alice van Bourbon-Parma (1849-1935). Hij verbrak de verloving echter al in december dat jaar, met het argument dat Liechtenstein deel uitmaakte van de Duitse Bond en een huwelijk met Alice, die langs moederskant afstamde van de Franse koninklijke familie, problemen zou kunnen veroorzaken. Volgens sommige contemporaine bronnen had Johannes het huwelijk evenwel afgezegd omdat hij homoseksueel zou zijn.

Johannes II, die zich bij zijn volk de bijnaam de Goede had verworven, stierf op 11 februari 1929 en daar hij ongehuwd was gebleven, werd hij opgevolgd door zijn broer Frans I.
Karel I · Karel Eusebius · Hans Adam I · Jozef Wenceslaus · Anton Florian · Jozef Johan Adam · Jozef Wenceslaus · Johan Nepomuk Karel · Jozef Wenceslaus · Frans Jozef I · Alois I · Johannes I Jozef · Alois II · Johannes II · Frans I · Frans Jozef II · Hans Adam II
- Bibliothèque nationale de France: cb16766123t (data)
- Gemeinsame Normdatei: 117003360
- Historisch woordenboek van Zwitserland: 021120
- International Standard Name Identifier: 0000 0000 7101 0047
- Library of Congress Control Number: nr2003016302
- Nationale Bibliotheek van Tsjechië: mzk2007394755
- Virtual International Authority File: 8154023
- WorldCat: E39PBJdmg3gt7GGTxXPB7FcMfq